# صموئيل كيت بريسكوت
صموئيل كيت بريسكوت (بالإنجليزية: Samuel Cate Prescott) هو عالم أحياء دقيقة وكيميائي وأحيائي أمريكي، ولد في 5 أبريل 1872 في South Hampton, New Hampshire ‏ في الولايات المتحدة، وتوفي في 19 مارس 1962 في كامبريدج في الولايات المتحدة بسبب سكتة.